# San Martín del Río (kommun)
San Martín del Río är en kommun i Spanien.   Den ligger i provinsen Provincia de Teruel och regionen Aragonien, i den nordöstra delen av landet, 210 km öster om huvudstaden Madrid. Antalet invånare är 191.